# Slik (groupe)
Pour les articles homonymes, voir Slik.
Slik est un groupe britannique de pop formé en 1970 sous le nom de Salvation et séparé en 1977.
Il est connu pour être le premier groupe à succès dans lequel a évolué le chanteur et guitariste Midge Ure qui sera par la suite membre des groupes Rich Kids, Visage et Ultravox avant d'entamer une carrière en solo.
Slik a rencontré le succès en 1976 avec la chanson Forever and Ever  qui s'est classée numéro un au Royaume-Uni.

## Histoire du groupe

### Formation de Salvation
C'est à Glasgow en Écosse qu'en juin 1970 les frères McGinlay (Kevin au chant et Jim à la basse) forment le groupe Salvation en recrutant le batteur Nod Keer, le clavier Mario Tortolano et le guitariste Ian Kenny. Six mois plus tard, ce dernier est remplacé par Brian Denniston. En 1971, Nod Keer puis Mario Tortolano cèdent leur place respectivement à Matt Cairns et Robin Birrel, et quelques mois plus tard, c'est le guitariste Brian Denniston qui s'en va. Il n'est pas remplacé et c'est le chanteur Kevin McGinlay qui s'empare de la guitare. Le groupe est désormais un quatuor et continue à jouer des reprises et quelques compositions originales.
En 1972, après les départs de Matt Cairns et de Robin Birrel, la formation se restructure autour des frères McGinlay qui enrôlent Billy McIsaac aux claviers, Kenny Hyslop à la batterie et, à la guitare, Jim Ure qui hérite du pseudonyme de « Midge » (soit Jim prononcé à l'envers) pour éviter une confusion de prénom avec Jim McGinlay,. Pseudonyme que le musicien conservera toute sa carrière.
Salvation donne son premier concert à Glasgow le 17 mars 1972. En novembre 1973 il assure la première partie de Sweet au théâtre Apollo de Glasgow.  

### Slik
En avril 1974, à cause de divergence artistique, Kevin McGinlay quitte ses camarades et commence une carrière solo. Avec Midge Ure désormais au chant, le groupe change de nom et devient Slik. Délaissant le glam rock de ses débuts, le groupe s'oriente résolument vers la pop et entre en contact avec Phil Coulter et Bill Martin, connus pour avoir écrit et composé le tube Puppet on a String, vainqueur du Concours Eurovision de la chanson 1967, ainsi que plusieurs succès des Bay City Rollers,. Le duo signe le premier single de Slik, Boogiest Band in Town, qui sort début 1975 sur le label Polydor, mais le succès n'est pas au rendez-vous et la maison de disque lâche le groupe.
Quelques mois plus tard, le quatuor signe chez Bell Records, adopte une nouvelle tenue vestimentaire en arborant des tee-shirts de baseball, et enregistre une nouvelle composition du duo Coulter/Martin intitulée Forever and Ever, qui est un véritable tube. Le disque se classe en effet numéro un au Royaume-Uni (où il est certifié disque d'or), 3e en Belgique et aux Pays-Bas et 6e en Allemagne,.
Mais ce succès ne se renouvelle pas. Le simple suivant, Requiem, ne dépasse pas la 24e place du classement des ventes au Royaume-Uni en mai 1976. Il fait mieux aux Pays-Bas (13e), se hisse à la 20e place en Belgique et la 22e en Allemagne. Le groupe est, il est vrai, contraint de renoncer à toute promotion, annulant concerts et émissions de télé, après l'hospitalisation de Midge Ure, sérieusement blessé dans un accident de voiture,. Quant à l'album, simplement intitulé Slik, c'est une déception commerciale (une seule semaine de présence à la 58e position dans le classement des ventes au Royaume-Uni en juin 1976).

### Fin du groupe
Les singles suivants ne trouvent pas le chemin des hit-parades britanniques. Seuls deux d'entre eux se classent dans le top 40 en Allemagne : The Kid's a Punk et Dancerama,.
Le retour sur scène du groupe après le rétablissement de Midge Ure n'y change rien. Le paysage musical a changé durant sa convalescence. On est alors en 1977 et le mouvement punk a le vent en poupe au Royaume-Uni.
Le groupe amorce alors un virage musical en enregistrant un single punk rock, Put You in the Picture, sous un nouveau nom, PVC2, et avec un nouveau bassiste, Russell Webb qui a remplacé Jim McGinlay. Le single s'écoule à 12 000 exemplaires.
Et l'aventure s'arrête là. Midge Ure part rejoindre les Rich Kids, nouveau groupe formé par Glen Matlock, ancien bassiste des Sex Pistols, tandis que Billy McIsaac, Kenny Hyslop et Russell Webb créent ensemble le groupe Zones.
Russell Webb jouera ensuite dans The Skids puis The Armoury Show. Kenny Hyslop intègrera Simple Minds en 1981, enregistrant notamment le single Promised You a Miracle.

## Discographie

### Album
- 1976 : Slik

### Compilations
- 1999 : The Best of Slik
- 2000 : Forever and Ever

### Singles
- 1975 : Boogiest Band in Town
- 1975 : The Getaway (commercialisé seulement en Allemagne)
- 1975 : Forever and Ever
- 1976 : Requiem
- 1976 : Don't Take Your Love Away
- 1976 : The Kid's a Punk
- 1977 : Dancerama
- 1977 : It's Only a Matter of Time
- 1977 : Put You in the Picture (sous le nom de PVC2)